# ها یونگ
ها یونگ (کره‌ای: 하영؛ زادهٔ آن ها یونگ ۱۱ اوت ۱۹۹۴) بازیگر و مدل اهل کره جنوبی است. او بیشتر به خاطر ایفای نقش در پزشک زندانی، شکلات و مکانیک روح شناخته می‌شود.

## حرفه
ها یونگ زادهٔ ۱۱ اوت ۱۹۹۳ در کره جنوبی است. او فارغ‌التحصیل مطالعات بازیگری از دانشگاه زنان اوها است. پس از فارغ‌التحصیلی از دانشگاه، او به کمپانی سرگرمی Bicester پیوست و در ابتدا به کار مدلینگ برای ویدئوهای تبلیغاتی مختلف همچون وسیله نقلیه موتوری و کالای مراقبت از پوست پرداخت. در سال ۲۰۱۹، او حرفهٔ بازیگری خود را با حضور در مجموعه تلویزیونی پزشک زندانی آغاز کرد.